# Eoscarta pygmaea
Eoscarta pygmaea är en insektsart som beskrevs av Schmidt 1909. Eoscarta pygmaea ingår i släktet Eoscarta och familjen spottstritar. Inga underarter finns listade i Catalogue of Life.